# 東条荘 (信濃国)
東条荘（ひがしじょうのしょう）は、信濃国高井郡および水内郡あった荘園。
千曲川の両岸に散在する形で立地し、東岸では長野県小布施町を中心に、延徳田んぼ周辺や百々川流域北部一帯、西岸では長野市北東部に広がっていた。

## 歴史
『吾妻鏡』元暦元年2月30日（1184年）条には平家没官領となった当荘狩田郷の返還を求めた平繁雅が、源頼朝によって還付されたことが記されている。また『吾妻鏡』文治2年3月12日（1186年4月3日）条に源頼朝に示された「関東御知行国々内乃具未済庄々注文」に八条院領うち安楽寿院の荘園として見え、大覚寺統に伝領された。嘉暦4年（1328年）の諏訪大社五月会の頭役について定めた鎌倉幕府下知案には、当荘として治、法連、狩田、矢島、小布施、堤、新保、部木田、真野、南大熊、本郷、南原、北原、米持、和田、甕、石渡戸、三和条、富武のなどの諸郷村が含まれている。この下知状では信濃和田氏が狩田郷東条や和田郷の地頭、新野氏が真野郷の地頭となっている。
また同時期に荘園の分裂が起こり、原郷が橡原荘として独立している。東岸は次第に高梨氏の支配が進み、建武5年（1338年）には、高梨定仏の娘源氏が弟の高梨忠保と荘内山田郷の在家田畑を巡る争論を起こしている。明徳3年（1392年）の高梨朝高言上状案には「東条庄内郷長郷事」と見え、一族の高梨弥次郎以下が勲功の賞として拝領したと記され、室町幕府に所領の安堵を求めている。天正6年（1578年）の「上諏訪大宮造宮清書帳」には外垣20間を負担した当荘のうち、和田、尾張、今井、石和田（石渡）、南堀、徳長、飛岳（富竹）、小島、北村、北堀、宮之、今井分、飯田、小布施、江辺、新法（新保）、北大熊、狩田、北小河原、南小河原、北駒沢の諸郷が見える。